# Opération Mbata ya bakolo
Pour l'opération similaire en République démocratique du Congo, voir Opérations Likofi.

L'opération Mbata ya bakolo (mbatá ya bakóló signifie « baffe des aînés » en lingala) est une série d'expulsions d'étrangers en situation irrégulière menées par la République du Congo en 2014 sur ordre du ministre de l'Intérieur Raymond Zéphirin Mboulou. 
Selon la police congolaise, l'opération vise plus spécifiquement les jeunes étrangers en général venus de la République démocratique du Congo et membres de gangs Kulunas, qui ont fui Kinsasha à la suite des opérations Likofi. Plus de 1 500 policiers participent à l'opération, entre 72 000 et 130 000 personnes sont expulsées.
L'écrivain Alain Mabanckou dénonce les violences policières et les traitements dégradants infligés aux expulsés. La Mission de l'Organisation des Nations unies en République démocratique du Congo dénonce des atteintes aux droits de l'homme, des violences sur des femmes et des enfants et alerte sur le risque d'une grave crise humanitaire (à ne pas confondre à la Kata-kata).